# Cantone di Lunas
Il Cantone di Lunas era una divisione amministrativa dell'arrondissement di Lodève.
A seguito della riforma approvata con decreto del 26 febbraio 2014, che ha avuto attuazione dopo le elezioni dipartimentali del 2015, è stato soppresso.

## Composizione
Comprendeva i comuni di:
- Avène
- Le Bousquet-d'Orb
- Brenas
- Ceilhes-et-Rocozels
- Dio-et-Valquières
- Joncels
- Lavalette
- Lunas
- Mérifons
- Octon
- Romiguières
- Roqueredonde